# Parang
Parang es un municipio filipino de primera categoría, situado al sur de la isla de Mindanao. Forma parte de la provincia de Maguindánao situada en la Región Autónoma del Mindanao Musulmán también denominada RAMM. 
Para las elecciones está encuadrado en el Primer Distrito Electoral de esta provincia.

## Geografía
Municipio situado al norte de la ciudad de Cotabato,  limita al norte con el municipio de Matanog; al sur con el  de Sultán Mastura; al este con los  de Barira y de Buldón; y al oeste con el mar de Célebes, bahía Illana.
Su término comprende la Isla de Bongo.

### Barrios
El municipio de Parang se divide, a los efectos administrativos, en 25 barangayes o barrios, conforme a la siguiente relación:
| - Gadungán - Gumagadong Calaguag - Guiday T. Biruar - Landasán (Sarmiento) - Limbayán | - Isla de Bongo (Litayen) - Magsaysay - Making - Nituán - Orandang - Pinantao - Población | - Polloc - Tagudtongan - Tuca-Maror - Manión - Macasandag - Cotongan | - Población II - Samberén - Kabuán - Campo Islam - Dato Macarimbang Biruar - Gadunganpedpandarán |  |

## Historia

### Influencia española
Este territorio fue parte de la Capitanía General de Filipinas (1520-1898).
Hacia 1696 el capitán Rodríguez de Figueroa obtiene del gobierno español el derecho exclusivo de colonizar Mindanao.
El 1 de febrero de este año parte de Iloilo alcanzando la desembocadura del Río Grande de Mindanao, en lo que hoy se conoce como la ciudad de Cotabato.

En la bahía de Illana estaba establecido el campamento militar de Parang-Parang, al otro lado de la bahía de Polloc; dependían del jefe de Paranparán los fuertes de Malabang, Barás y Tucuran. En dicho campamento estaba establecido un hospital militar y una comisaría de guerra. Cuenta con un fuerte artillado, una bonita iglesia gótica, y muy fresca y cristalina agua, que abastece abundantemente la población. En lo espiritual depende de Polloc.
La Comandancia político-militar  de Polloc, también conocido como Pollok, fue una dependencia militar de la Capitanía General de las Filipinas situada en la isla de Mindanao adscrita al Distrito 5º de Cottabato.
Polloc era  a finales del  un pueblo de la provincia de Zamboanga que contaba con 91 ½ tributos.

"...Polloc de 472 habitantes, está situado en la costa sur al este de la gran bahía de Illana; su puerto es abrigado, limpio, de mucho braceaje y, aunque abierto al Oeste, le protege la isla Bongo, que se halla delante do su entrada. Era comandancia militar dependiente de Cotabato y tenía estación naval establecida en dicho pueblo; posee un muy buen dique donde limpian sus fondos los cañoneros. Tiene por visitas Simuay ó Amadeo y el barrio de Panay. ..."
El Archipiélago Filipino.
 Colección de datos. 
Por algunos padres de la Misión de la Compañía de Jesús en estas islas.

### Ocupación estadounidense
En 1903, al comienzo de la ocupación estadounidense de Filipinas Cotabato forma parte de la nueva provincia del Moro. En septiembre de 1914 se crea el Departamento de Mindanao y Sulú, una de sus provincias es Provincia de Cotabato y Parang es uno de sus distritos municipales.

### Independencia
El 18 de agosto de 1947 el distrito municipal de  Parang pasa a convertirse en municipio. De su término fueron segregándose los siguientes municipios, a saber:
- Buldón, que comprendía también Barira,  el 18 de junio de 1961.
- Matanog, el 25 de agosto de 1975.

El 25 de octubre de 1967, a los efectos de establecimiento de distritos electorales, el registro de votantes y para otros fines electorales, la Comisión resuelve que de conformidad con el RA 4790, el nuevo municipio de Dianaton estará formado por los barrios de Kapatagan, Bongabong, Aipang, Dagowan, Bakikis, Bungabung , Losain, Matimos y Magolatung procedentes de  Balabagan; los barrios de Togaig y Madalum procedentes de Buldon en la provincia de Cotabato; los barrios de Bayanga, Langkong, Sarakan, Kat-bo, Digakapan, Magabo, Tabangao, Tiongko, Colodan y Kabamakawan, procedentes de Parang, también de Cotabato.
Formó parte de la frustrada provincia de Jerife Kabunsuan que estuvo formada por 11 municipios agrupados en dos distritos:  Parang formaba parte del primero.
La provincia fue creada en 2006  y disuelta,  por sentencia del Tribunal Supremo de Filipinas, en 2008.